# リオ・コンチョス
『リオ・コンチョス』（Rio Conchos)は、1964年に公開されたアメリカ合衆国の西部劇映画。主演はリチャード・ブーン、スチュアート・ホイットマン、トニー・フランシオサ、エドモンド・オブライエン。ジム・ブラウンにとっては映画初出演作品であった。

## キャスト
※括弧内は日本語吹替（初回放送1970年9月6日『日曜洋画劇場』）
- ラシター少佐：リチャード・ブーン（中村正）
- ヘイブン大尉：スチュアート・ホイットマン（羽佐間道夫）
- ロドリゲス：トニー・フランシオサ（内海賢二）
- テロン大佐：エドモンド・オブライエン
- フランクリン軍曹：ジム・ブラウン
- サリー：ウェンディ・ワグナー
- ワーグナー大佐：ワーナー・アンダーソン

## スタッフ
- 監督：ゴードン・ダグラス
- 製作：デヴィッド・ワイスバート
- 原作：クレア・ハフェーカー
- 脚本：クレア・ハフェーカー、ジョセフ・ランドン
- 撮影：ジョー・マクドナルド
- 音楽：ジェリー・ゴールドスミス